# Kempton (Australie)
Pour les articles homonymes, voir Kempton (homonymie).
Kempton (358 habitants) est une localité de Tasmanie en Australie située sur la Midland Highway reliant les deux plus grandes villes de Tasmanie (Hobart et Launceston). Elle est située à 48 km au nord de Hobart.